# Connor McConvey
Connor McConvey (* 20. Juli 1988) ist ein irischer Radrennfahrer aus Nordirland.
Connor McConvey wurde 2008 Zweiter im Cross Country-Rennen der irischen Meisterschaft in Castlewellan. Bei der Straßenrad-Weltmeisterschaft in Varese startete er im Straßenrennen der U23-Klasse, welches er jedoch nicht beenden konnte. Im nächsten wurde er irischer Meister im Cross Country der Eliteklasse. 
Ende der Saison 2016 beendete er seine Karriere als Radrennfahrer.

## Erfolge
2009
- Irischer Meister - MTB-Cross Country

## Teams
- 2010 An Post-Sean Kelly
- 2011 An Post-Sean Kelly
- 2012 An Post-Sean Kelly
- 2013 Synergy Baku Cycling Project
- 2014 Synergy Baku Cycling Project
- 2015 Team 3M
- 2016 An Post-Chain Reaction